# 이동원 (1926년)
이동원(李東元, 1926년 9월 8일 ~ 2006년 11월 18일)은 대한민국의 정치인이다. 본관은 양성(陽城)이다.

## 학력
- 리오그란드 대학교 외교학 학사
- 켄트주립대학교 행정학 석사
- 콜럼비아 대학교 정치학 박사수료
- 옥스퍼드 대학교 정치학 박사

## 생애
1926년 이필현(李苾顯)과 경주 최씨(慶州 崔氏)의 2남 중 장남으로 태어났다. 연희대학교 정경학과를 거쳐 미국 리오 그랜드 대학교를 졸업한 뒤 미국 켄트 주립대학 대학원 석사와 미국 컬럼비아 대학교 대학원을 거쳐 영국으로 가서 1958년 영국 옥스퍼드 대학교 대학원에서 정치학 박사학위를 받았다.
1962년 박정희 정권의 초대 대통령비서실장, 주 태국 대사, 1964년 외무부 장관, 주 스위스 대사, 국회외무위원장, 한.일협회장을 역임하고 아스팍을 창설하고 초대의장을 지냈다. 대통령 특사로 아프리카 15개국을 순방하기도 하였다.
외무부 장관 재임하던 1964년에 일본으로부터 3억달러의 차관을 차입하는 조건으로 일본군 위안부 문제를 묻어두기로 한 한일회담을 주선해 국민들의 반일감정에 불을 지른 인물로 비판받기도 한다. 1965년 12월 18일 상오 10시반 중앙청 제1회의실에서 열린, 대한민국과 일본 양국의 국교정상화를 최종적으로 매듭짓는 기본조약 및 협정에 의한 비준서 교환에 이동원 외무장관은 수석전권대표로서 참석했다.
제7대 국회의원(전국구, 민주공화당), 제8대 국회의원(전국구, 민주공화당), 제10대 국회의원(통일주체국민회의, 유신정우회), 제15대 국회의원(전국구, 새정치국민회의)을 지냈다.

## 경력
- 박정희 대통령 비서실장
- 주 태국대사
- 외무부 장관
- 제7대 국회의원 (민주공화당)
- 제8대 국회의원 (민주공화당)
- 제10대 국회의원 (통일주체국민회의 유신정우회)
- 제15대 국회의원 (새정치국민회의)
- 재단법인 국제학술원 이사장
- 아스팍 창설 겸 초대 의장
- 주 스위스 대사
- 학교법인 동원대학 재단이사장

## 서훈 내역
- 국민훈장 무궁화장

## 역대 선거 결과
|  | 16.41% |

|  | 50.6% |

|  | 48.8% |

|  | 0% |

|  | 25.3% |

## 참고 자료
- 《대한민국 의정총람》, 국회의원총람발간위원회, 1994년